# Censorí (família)
Censorí (llatí: Censorinus) va ser el nom d'una família plebea de la gens Màrcia. El nom original era Rútil o Rutile (Rutilus) i segons els Fasti el primer que va agafar el nom de Censorí va ser Gai Marci Rútil que el va adoptar en la seva segona censura l'any 265 aC, però és possible que l'heretés del seu pare que havia obtingut pels plebeus la participació en aquesta magistratura. La gens Màrcia deia ser descendent del rei Anc Marci suposat net de Numa Pompili.

## Personatges principals de la família
- Gai Marci Rútil, dictador i censor romà.
- Gai Marci Rútil Censorí, cònsol romà el 310 aC.
- Luci Marci Censorí, cònsol romà el 149 aC.
- Gai Marci Censorí, un dels dirigents del partit popular romà.
- Luci Marci Censorí, cònsol romà el 39 aC.
- Gai Marci Censorí, cònsol romà el 8 aC.